# Les Vieux Chats
Pour plus de détails, voir Fiche technique et Distribution.
Les Vieux Chats (Gatos viejos) est un film chilien, coproduit avec les États-Unis, réalisé par Sebastián Silva et Pedro Peirano et sorti en 2010.

## Synopsis
Santiago du Chili. Isadora (Bélgica Castro) et Enrique (Alejandro Sieveking), deux retraités, vivent leurs derniers jours dans leur bel appartement, entourés de magnifiques bibelots, de tableaux, de livres et de deux vieux chats. Une nouvelle panne d'ascenseur perturbe pourtant le cours de leur existence, déjà contrariée par les signes d'une affection dégénérative qui frappe Isadora. Toutefois, l'appel téléphonique de sa fille Rosario (Claudia Celedón), revenue du Pérou avec une nouvelle compagne, Béatriz (Catalina Saavedra), suscite de bien plus grandes inquiétudes. Cocaïnomane, Rosario, sous des prétextes futiles - la vente de savonnettes naturelles - cherche, en réalité, à déloger sa mère, au moyen d'un contrat dûment rédigé...

## Fiche technique
- Titre du film : Les Vieux Chats
- Titre original : Gatos viejos
- Réalisation et scénario : Sebastián Silva, Pedro Peirano
- Photographie : Sergio Armstrong - Couleur
- Montage : Gabriel Díaz
- Son : Roberto Espinoza
- Décors : Valentina Silva
- Production : Elephant Eye Films - Kim José, David Robinson, S. Silva
- Pays d'origine :  Chili,  États-Unis
- Genre : Drame
- Durée : 89 minutes
- Dates de sortie :
  - Chili : 19 octobre 2010 au Festival international de Valdivia
  - France : 15 mai 2011 au Festival de Cannes et 25 avril 2012 en salles

## Distribution
- Bélgica Castro : Isadora
- Claudia Celedón : Rosario
- Catalina Saavedra : Hugo/Béatriz
- Alejandro Sieveking : Enrique
- Alejandro Goic : Manuel
- Alicia Luz Rodríguez : Valentina
- Diego Casanueva : Chico, l'homme-abeille

## Récompenses
- Prix Pedro Sienna, meilleur scénario et meilleures interprètes (Bélgica Castro et Claudia Celedón)

## Commentaires
Tourné, à l'exception des séquences finales, dans l'appartement des deux interprètes vieillissants - un huis clos aggravé par une panne d'ascenseur - Les Vieux Chats « fait preuve d'une invention et d'une pudeur constante dans ce récit d'une journée où, entre les troubles de la perception de l'une et la résistance acharné de l'autre face au danger venu de l'extérieur (la fille), la fragile existence des deux héros menace de basculer dans le mauvais sens. » « La femme (imperturbable Bélgica Castro, vue dans Días de campo de Raoul Ruiz n'est plus toujours lucide, et l'homme (les deux acteurs sont mari et femme dans la vie réelle) est plein d'attention pour elle. » « Au plus près des protagonistes, [...] le film témoigne de la même subtilité dans son scénario que dans sa mise en scène. »